# Cratere Chrétien
Chrétien è un cratere lunare di 98,63 km situato nella parte sud-occidentale della faccia nascosta della Luna, a sud del Mare Ingenii, uno dei pochi mari presenti in questo emisfero. Chrétien si trova a metà strada tra i crateri Garavito, ad ovest-nord-ovest, e Oresme, a est-nord-est, entrambi più piccoli del cratere centrale.
La principale caratteristica di questo cratere è la bassa albedo del suo interno, simile a quella del Mare Ingenii, più a nord. Il cratere satellite Chrétien C, è irregolare e condivide il bordo nord-est, sottile e rettilineo, del cratere principale. Anche questo piccolo cratere è coperto di lava basaltica. Il bordo esterno di Chrétien è di forma irregolare, con numerosi crateri satelliti che ne alterano la forma, piegandola verso l'interno. I maggiori sono Chrétien S a sud-ovest e Chrétien W a nord-ovest.
Il bordo settentrionale ha una frattura che mette in comunicazione il pianoro interno con una pianura irregolare, coperta dalla stessa colata che riveste l'interno. Verso sud, il bordo interno forma una terrazzatura ampia ed irregolare, mentre il margine è rigonfio verso mezzogiorno.
Il cratere è dedicato all'astronomo francese Henri Chrétien.

## Crateri correlati
Alcuni crateri minori situati in prossimità di Chrétien sono convenzionalmente identificati, sulle mappe lunari, attraverso una lettera associata al nome.
| Chrétien | Coordinate             | Diametro (in km) |
| -------- | ---------------------- | ---------------- |
| A        | 43°23′24″S 163°08′24″E | 12,05            |
| C        | 44°45′36″S 165°25′12″E | 63,58            |
| S        | 46°39′36″S 160°22′48″E | 40,08            |
| W        | 44°33′00″S 160°50′24″E | 34,22            |